# Vampyriscus nymphaeus
Vampyriscus nymphaeus is een zoogdier uit de familie van de bladneusvleermuizen van de Nieuwe Wereld (Phyllostomidae). De wetenschappelijke naam van de soort werd voor het eerst geldig gepubliceerd door Thomas in 1909.

## Voorkomen
De soort komt voor van Ecuador tot Nicaragua.